# Campeonato Europeu de Corrida de Montanha de 2003
O 9º Campeonato Europeu de Corrida de Montanha de 2003 foi organizada pela Associação Europeia de Atletismo na cidade de Trento na Itália no dia 6 de julho de 2003. Contou com a presença de 138 atletas em duas categorias, tendo como destaque a Itália com quatro medalhas, sendo três de ouro.

## Resultados
Esses foram os resultados da competição.

### Sênior masculino
Individual 
| Posição           | Atleta           | País       | Tempo   |
| ----------------- | ---------------- | ---------- | ------- |
| Medalha de ouro   | Marco Gaiardo    | Itália     | 1:06.05 |
| Medalha de prata  | Helmut Schmuck   | Áustria    | 1:07.13 |
| Medalha de bronze | Robert Krupicka  | Chéquia    | 1:07.31 |
| 4                 | Marco De Gasperi | Itália     | 1:08.03 |
| 5                 | Nicolas Pasquion | França     | 1:08.15 |
| 6                 | Alexis Gex-Fabry | Suíça      | 1:08.19 |
| 7                 | Regis Roux       | França     | 1:08.32 |
| 8                 | Miroslav Vanko   | Eslováquia | 1:08.36 |
| 9                 | Marcel Matanin   | Eslováquia | 1:08.39 |
| 10                | Helmut Schiessl  | Alemanha   | 1:09.09 |

Equipe 
| Posição           | Equipe     | Pontos |
| ----------------- | ---------- | ------ |
| Medalha de ouro   | Itália     | 19     |
| Medalha de prata  | Eslováquia | 30     |
| Medalha de bronze | Chéquia    | 39     |

### Sênior feminino
Individual 
| Posição           | Atleta               | País       | Tempo |
| ----------------- | -------------------- | ---------- | ----- |
| Medalha de ouro   | Catherine Lallemand  | Bélgica    | 43.48 |
| Medalha de prata  | Angela Mudge         | Inglaterra | 44.01 |
| Medalha de bronze | Antonella Confortola | Itália     | 44.30 |
| 4                 | Izabela Zatorska     | Polónia    | 45.08 |
| 5                 | Isabelle Guillot     | França     | 45.27 |
| 6                 | Daniela Gassmann     | Suíça      | 45.37 |
| 7                 | Vittoria Salvini     | Itália     | 45.42 |
| 8                 | Anna Pichrtova       | Chéquia    | 45.51 |
| 9                 | Monica Bottinelli    | Itália     | 46.11 |
| 10                | Irena Sadkova        | Chéquia    | 46.38 |

Equipe 
| Posição           | Equipe     | Pontos |
| ----------------- | ---------- | ------ |
| Medalha de ouro   | Itália     | 19     |
| Medalha de prata  | Chéquia    | 39     |
| Medalha de bronze | Inglaterra | 39     |

## Quadro de medalhas
| Ordem | País       | Medalha de ouro | Medalha de prata | Medalha de bronze | Total |
| ----- | ---------- | --------------- | ---------------- | ----------------- | ----- |
| 1     | Itália     | 3               | 0                | 1                 | 4     |
| 2     | Bélgica    | 1               | 0                | 0                 | 1     |
| 3     | Chéquia    | 0               | 1                | 2                 | 3     |
| 4     | Inglaterra | 0               | 1                | 1                 | 2     |
| 5     | Áustria    | 0               | 1                | 0                 | 1     |
| 5     | Eslováquia | 0               | 1                | 0                 | 1     |